# Spaniel azul da Picardia
A 'spaniel azul da Picardia[Nota] (em francês:  epagneul bleu de Picardie) é uma raça oriunda dos cruzamentos entre o setter inglês azul e dourado salpicado com o spaniel da Picardia. Reconhecidamente calmo, é considerado ainda amigável, brincalhão e não muito agitado. Em seu país de origem é usado para recolher narcejas em pântanos. Segundo os criadores, é um cão que pouco ladra, comum em famílias com crianças, já que seu adestramento é qualificado como fácil.